# Job Adriaensz. Berckheyde

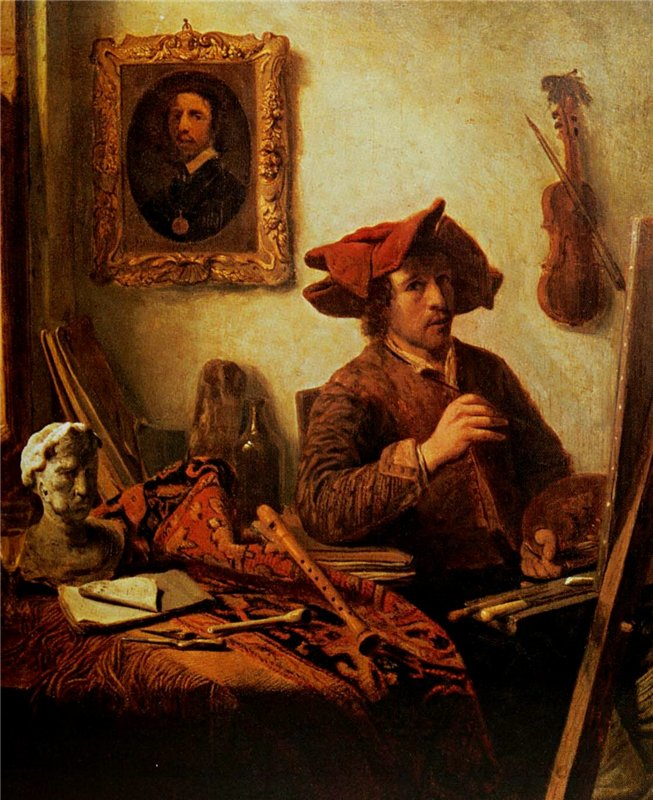
El pintor en el seu taller, signat i datat «H. Berckheyde 1675», oli sobre taula, 36 x 30,7 cm, Florència, Galleria degli Uffizi. En la paret penja una versió en mirall de l'autoretrat oval del Museu Frans Hals.

Job Adriaensz. Berckheyde (Haarlem, 27 de gener de 1630- Haarlem, 23 de novembre de 1693) fou un pintor barroc neerlandès especialitzat en la pintura de vistes urbanes i arquitectures.

## Biografia
Fill d'un carnisser, va ser batejat a Haarlem el 27 de gener de 1630. El novembre de 1644 va entrar com aprenent al taller de Jacob Willemszoon de Wet. Deu anys després va abonar la seva quota d'inscripció al gremi de Sant Lluc de Haarlem, encara que és possible que fos pintor independent des d'abans doncs consta que a l'octubre de 1653 Van Meldert, un conegut marxant d'Amsterdam li devia diners. Segons Arnold Houbraken, en data indeterminada va viatjar a Alemanya amb el seu germà petit, Gerrit Adriaenszoon Berckheyde. Va recórrer Colònia, Bonn, Trèveris i Heidelberg on va treballar per al príncep Carles I Lluís, elector palatí que li va gratificar amb la medalla que porta al coll a l'autoretrat del Museu Frans Hals. El 1659, els germans es trobaven de retorn a Haarlem on van residir i van treballar fins a la seva mort, encara que segons alguna font el 1688 es va inscriure al Gremi de Sant Lluc d'Anvers on podria residir des de tres anys abans.
Pintor versàtil, a més de les vistes de ciutats i dels interiors arquitectònics en els quals es demostra seguidor de Emanuel de Witte, prenent com a model freqüentment l'església de Sant Bavón de Haarlem, va pintar escenes de gènere i bíbliques (José rep als seus germans a Egipte, 1669, Frans Hals Museum), retrats, com el seu Autoretrat dels Uffizi de Florència, i fins i tot algun bodegó amb possibles connotacions de vanitas.